# Peter Craig
Peter Craig (sinh ngày 10 tháng 11 năm 1969) là một tiểu thuyết gia và nhà biên kịch người Mỹ được biết đến với loạt tiểu thuyết tăm tối về những mối quan hệ cha-con.

## Tiểu thuyết
Tiểu thuyết đầu tay của Craig, The Martini Shot, được xuất bản bởi William Morrow vào năm 1998, kể về mối quan hệ phức tạp của cựu diễn viên Charlie West với hai người con đẻ của anh đã giành được giải thưởng văn học Michener-Copernicus Fellowship. Tiểu thuyết thứ hai, Hot Plastic, xuất bản bởi Hyperion năm 2004, miêu tả mối quan hệ rắc rối giữa họa sĩ Jerry Swift và người con trai thiên tài của anh, cả hai người họ đều bị quyến rũ bởi một người phụ nữ. Và cuốn tiểu thuyết thứ ba, Blood Father, xuất bản bởi Hyperion vào năm 2005, nói về người vận động viên xe đạp đã có tuổi John Link và cô con gái thiếu niên cá tính của ông, bị bắt trong một đường dây buôn bán ma túy.

## Kịch bản
Với tư cách là một nhà biên kịch, Craig đồng biên kịch cho bộ phim điện ảnh của hãng Warner Bros., The Town (dựa trên cuốn tiểu thuyết Prince of Thieves của Chuck Hogan), cùng với Ben Affleck và Aaron Stockard. Anh cũng chuyển thể phần kịch bản của The Hunger Games: Húng nhại – Phần 1 và The Hunger Games: Húng nhại – Phần 2 cùng với Danny Strong. Tiểu thuyết "Blood Father" của anh cũng được anh tự chuyển thể thành một bộ phim và được phát hành vào năm 2015. Craig ngoài ra cũng được thuê để viết phần kịch bản cho bộ phim Bad Boys III cho Sony Pictures.

## Cuộc sống riêng
Craig tham gia chương trình viết lách Iowa Writers' Workshop tại Đại học Iowa và học tập cùng với nhà văn Tobias Wolff và Marilynne Robinson.
Craig lớn lên tại Nam California và Oregon. Anh là con trai của diễn viên Sally Field và Steve Craig. Anh làm đám cưới thứ hai của mình vào năm 2008 với Jennifer DeFrancisco, và có hai con gái từ cuộc hôn nhân trước đó với nhà thơ Amy Scattergood. Craig có một người em trai ruột, hai em trai và một em gái cùng cha khác mẹ. Hai người em trai, John và Eli Craig, lần lượt là một nhạc sĩ và một nhà làm phim điện ảnh.

## Danh sách phim

### Diễn viên
| Năm  | Tên          | Vai  | Ghi chú |
| ---- | ------------ | ---- | ------- |
| 1978 | Hooper       | Pete |         |
| 1988 | Satisfaction | Mig  |         |

### Biên kịch
| Năm  | Tên                                  | Ghi chú                           |
| ---- | ------------------------------------ | --------------------------------- |
| 2010 | The Town                             | với Ben Affleck và Aaron Stockard |
| 2014 | The Hunger Games: Húng nhại – Phần 1 | với Danny Strong                  |
| 2015 | The Hunger Games: Húng nhại – Phần 2 | với Danny Strong                  |
| 2015 | Blood Father                         |                                   |